# Palm TX
Le T|X (Palm TX) était un assistant personnel produit par Palm, Inc., sorti en octobre 2005,. Il possède des fonctionnalités de connexion sans fil par IEEE 802.11b Wi-Fi et Bluetooth. Il fonctionne avec Palm OS Garnet en version 5.4.9. Il est annoncé et sort en tant que partie du cycle de production de l'automne 2005 de Palm, à un prix de 299 US$, un prix considéré[Par qui ?] bon marché (agressive[Quoi ?]) au moment de sa sortie[réf. nécessaire]. Il succède au PDA Tungsten T5. La société considérait que le LifeDrive était séparé de sa ligne PDA ; cela faisait du T|X le PDA phare de Palm.

## Nomenclature
La sortie du Palm T|X a marqué l'élimination progressive de la sous-marque Tungsten par Palm pour ses PDA haut de gamme. Le Palm TX était aussi un des premiers PDA sortis après le changement de nom de la société en Palm, Inc. après celui mal reçu de PalmOne. Le nom complet et correct du PDA est donc Palm T|X', plutôt que PalmOne Tungsten T|X.

## Matériel

### Réseau / connectivité
- Dans le Palm TX, une des choses les plus significatives est l'intégration du 802.11b Wi-Fi avec une antenne interne. La miniaturisation continue des composants, aussi bien que le support du Wi-Fi dans le processeur Bulverde, en a permis l'intégration à l'intérieur du précédent boîtier, tandis que la consommation électrique et le coût sont restés à un niveau acceptable.
- Pour la sécurité de la connexion Wi-Fi, il est possible de choisir entre WEP -et WPA-PSK[3]. Par contre, il existe une mise à jour payante, Handheld, qui rajoute des protocoles de sécurité complémentaire WPA1 et WPA2 (EAP-TLS, EAP-TTLS, EAP-PEAP, LEAP, Dynamic WEP)[4],[5],[6].
- Le Palm TX possède une connectivité en Bluetooth 1.1[7]. La version 1.2 du Bluetooth, indiquée sur des autocollants au dos de l'appareil, est erronée. Le Bluetooth sur le TX peut transférer des données simultanément avec le Wifi de ce même TX, bien que de telles occasions devraient être rare.

### Boîtier
- Mécaniquement, le T|X (Palm TX) a un châssis semblable au T5. Les boîtiers sont presque compatible entre les modèles, bien qu'il manque au dos du T|X deux indentations spécifiques de forme carrée utilisées par certains boîtiers de protection de T5 pour fixer l'appareil en place. Le plus gros changement est la finition ; le boîtier brillant et de couleur « titanium » du T5 a été remplacé avec un boîtier mat, de teinte foncée appelée « bleu acier » par Palm. Il est généralement supposé[évasif] que cette modification a été faite à cause de la tendance du boîtier du T5 à montrer les traces de doigts et les rayures. Les partisans des PDA et adhérents de Palm OS[Qui ?] ont critiqué le Tungsten T5, et donc le T[réf. nécessaire].
- [pas clair] Le cache de l'écran est mécaniquement identique au T5, avec deux changements mineurs. Palm se réfère à elle avec le nom de "microfibre", bien que cela peut être un terme marketing, et non pas un matériau en microfibre. Cela peut avoir été choisi pour empêcher les rayures sur le boîtier. Aussi, la portion du cache couvrant les boutons physiques du boiter est légèrement indentée. Cela aide à empêcher la croix directionnelle avec ces 5 directions, particulièrement la direction vers le bas, d'être pressé par inadvertance. Comme avec le T5, le cache ne peut pas être inversé pour les utilisateurs gauchers. Un boîtier solide et très résistant est disponible chez Palm, bien que les utilisateurs ont rapporté que le boîtier est glissant et couvre le logement du stylet et le connecteur de synchronisation hotsync[réf. nécessaire].
- Fonctionnellement, un des boutons physiques du T5, permettant d'accéder aux fichiers est changé en bouton "web", mais le bouton peut être réaffecté par configuration logicielle vers n'importe quelle application. Le stylet est interchangeable avec celui du T5. Le trou du bouton de réinitialisation au dos de l'appareil a été agrandi, et l'appareil peut être réinitialisé avec la pointe du stylet. Le bouton d'alimentation électrique est sur le dessus du boiter, non modifié par rapport au T5.

### Connecteurs externes
- Sur le dessus du Palm TX, il y a un connecteur pour cartes d'extension au format SD qui est semblable au T5. Le connecteur est aussi compatible avec les normes de cartes SDIO et MMC. Les cartes de 2 Go sont utilisables directement. Une carte SD de capacité 4 Go est utilisable si elle a été formatée en Fat32 avec le pilote fournis. Le pilote Fat32 est plus lent que le pilote Fat16[réf. nécessaire], mais la vitesse est suffisante pour la plupart des usages.
- Le Palm T|X a un multiconnecteur Athena sur le dessous du boitier pour la synchronisation par HotSync et les accessoires (micros, diodes). C'est le même connecteur que les T5, E2 (mais pas E), Lifedrive, et Treo 650/700/750 (mais pas 600). Ainsi le Palm T|X peut utiliser les mêmes stations d'accueil, câble de transfert de données, chargeurs électriques, et sleds[Quoi ?] conçus pour n'importe lequel de ces modèles. Comme avec d'autres périphériques utilisant le multiconnecteur, les câbles de données et d'alimentation électrique sont séparés. L'appareil peut être chargé en énergie depuis un câble de données en USB à un taux de charge très lent.
- Le Palm TX a aussi un connecteur Jack standard de 3,5 mm pour les écouteurs audio, et un port de communication infrarouge sur le dessus du boîtier, comme sur le T5. Le port infrarouge est caché derrière un plastique transparent aux IR. Le haut-parleur au dos du Palm Tx comme sur le T5 est capable de restituer une lecture audio complète, à l'opposé d'un retour sonore par simple tonalités d'alarme ou de buzzer[incompréhensible]. Le petit haut-parleur fournit une moins bonne qualité sonore que des écouteurs audio[réf. nécessaire].

### Ecran
- Le Palm T|X (Palm TX) a un écran transréflectif en 320×480 pixels qui supporte jusqu'à 65 000 couleurs. L'écran peut être ré-orienté de portrait à paysage par paramétrage logiciel. L'espace pour l'écriture manuelle peut être escamoté ou affiché quelle que soit l'orientation si l'application en cours d'utilisation supporte la grande surface en largeur. Ces spécifications sont identiques au T5 et Lifedrive. Palm utilise des écrans venant de vendeurs différents, même à l'intérieur d'un même modèle, aussi les comparaisons de qualité sont difficiles. Le rétro-éclairage peut être grisé dans le panneau de configuration, mais pas désactivé. Comme avec le T5, l'écran peut être réellement trop lumineux pour l'utiliser lors de lecture avant de se coucher ou en astronomie. C'est en relation avec le logiciel, et il y a divers outils pour atténuer la lumière de manière importante.
- L'écran et le numériseur du Palm T|X se sont révélées peu fiables, mais confortable. Beaucoup d'appareils commençaient à avoir un fonctionnement incorrect dans les premiers mois suivant l'achat. Typiquement, les capteurs entourant l'écran commençaient à avoir des problèmes de lecture lors de l'utilisation du stylet, rendant les appareils presque inutilisables. Ce vice peut se produire dans les modèles sortis avec un écran numériseur en plastique. Il existe cependant, des fournisseurs en ligne de pièces de remplacement des numériseurs et des écrans qui s'installent facilement et qui fonctionnent mieux que l'original, comme rapporté par les utilisateurs. Plus précisément, les propriétaires des numériseurs en plastique fautifs ont généralement été satisfait en utilisant des pièces de remplacement avec un numériseur en verre.

### Mémoire
- Le Palm T|X (Palm Tx) a un stockage de 128 Mo en mémoire non-volatile. Comme avec les T5, E2, et téléphone Treo 650, les données ne sont pas perdues si la batterie est déchargée, bien qu'un tel stockage soit plus lent que de la RAM dynamique (le ralentissement est plus remarqué lors de l'écriture des données, pas en lecture[réf. nécessaire]).

### Processeur
- Le processeur, disposant d'une fréquence d'horloge de 312 MHz ARM basé sur le processeur Intel XScale PXA 270, est plus lent que les processeurs du T5 ou du LifeDrive, qui sont cadencés à 416 MHz ; c'est peut-être une tentative pour accroître l'autonomie de la batterie après l'inclusion du Wi-Fi dans le PDA et pour diminuer les coûts. Beaucoup d'utilisateurs rapportent que la performance actuelle de l'appareil semble plus importante que celle des T5 et LifeDrive. L'explication la plus probable est que le nouveau système de fichiers, les routines de l'OS l'accompagnant, et les processus connexes ont été mieux optimisés depuis leur première implémentation dans le T5 et Treo 650, et dans une moindre mesure sur le LifeDrive. La vitesse du processeur peut être paramétrée (en utilisant des outils d'éditeurs tiers) à 104, 208, 312, 416 or 520 MHz. [évasif]Il est rapporté[Par qui ?] qu'il fonctionne de manière stable à 416 MHz et de fournir un long temps de fonctionnement bien utile à 208 MHz (cela permet l'écoute de musique plus longtemps lorsque l'on réduit la vitesse du processeur sur l'appareil).

### Fonctions absentes
- Le Palm T|X a perdu les fonctionnalités matérielles suivantes lorsque l'on le compare à de précédents PDA de Palm :
  - pas de voyant lumineux, comme fournis sur les LifeDrive, Tungsten W, C, T, T2, T3, i705, et séries des m500 ; mais disponible en tant que module externe ;
  - pas d'alarmes vibrante comme sur les Tungsten W, C, T, T2, T3, i705 et séries des m500 ;
  - aucun microphone comme sur LifeDrive et Tungsten T, T2, T3 ; mais disponible en tant que module externe ;
  - la station d'accueil n'est pas fournie comme pour les Tungsten C, T, T2, T3, séries des m500 et les précédents modèles de Palms, mais disponible en tant qu'accessoire chez des fournisseurs tiers.

## Logiciel
Globalement, l'OS est plus stable et dans certains cas plus réactif comme décrit ci-dessus.
Les applications de l'organisateur ont reçu de légères améliorations. Chaque entrée dans l'application Contacts a neuf champs personnalisés, contre jusqu'à quatre dans le T5.
L'interface utilisateur est semblable aux T5/Lifedrive/T3, à l'exception d'une icône Wifi ajoutée à la barre d'état (status bar). La nouvelle icône a dégagé l'icône 'Accueil' (Home).
Le Palm T|X (Palm TX) a perdu le navigateur de fichier 'Fichiers' (Files) et l'interface de pilotage de l'USB 'DriveMode' du T5 et Lifedrive. Cependant, le matériel nécessaire reste, de sorte que ces deux applications peuvent être ajoutées par l'utilisateur s'il le désire.

### Logiciels intégrés dans la mémoire morte du Palm TX
Applications Palm OS standards
- Contacts (version 1.2.5)
- Calc (version 1.0.1)
- Calendrier (version 1.2.5)
- Dépenses (version 1.2.5)
- HotSync (version 5.4.8P)
- Mémos (version 1.2.5)
- Tâches (version 1.2.5
- Préférences (appelé aussi Préf.) (version 1.4)
- Sécurité qui est un panneau dans Préférences sur le TX

Applications provenant d'éditeurs tiers
- Blazer (en) v4.3 - le navigateur web de Palm, optimisé pour la navigation sur PDA.
- L'application Notes v2.3 a été créée par Palm. Elle peut être utilisée pour dessiner rapidement des schémas ou autres dessins. Avec une écriture manuscrite ordonnée, 20 à 30 mots pourront tenir dans une page.
- L'application Media v3.1.0.40 créée par Palm affiche les images (agissant en tant que visionneuse de présentation ou diaporama, avec plusieurs transitions) et des clips vidéo. Le programme a reçu des améliorations sur la rapidité par rapport aux précédentes versions.

En plus des fonctions basique de l'organiseur, une partie des logiciels intégrés/fournis dans le TX sont :
- Addit v6.0 est une application gratuite qui combines des nouvelles de Reuters, des informations météo et un catalogue de vente des meilleures applications logicielles disponibles pour PDA ou smartphone Palm.
- Composeur v2.0.1 est un composeur ou numéroteur de numéros de téléphone (phone dialer).
- Documents To Go v7.006 - Édition Professionnelle de Dataviz  - Une mini application bureautique utile et compatible avec les formats des fichiers de Microsoft Office. Documents To Go peut être mis à jour à un certain cout vers les versions qui ajoutent la possibilité d'ouvrir des documents au format PDF. La version fournie avec le TX ne supporte pas malheureusement les formats de fichiers de Microsoft Office 2007. Seule la version 10 possède cette fonctionnalité
- Favoris v1.0.1 est une application de gestion et classement des applications favorites
- Horloge v2.0.2 permet de régler l'heure de 3 fuseaux horaires différents et de paramétrer une alarme qui peut faire office de réveille-matin, tant le son est assez fort pour réveiller une personne.
- Info carte v2.0 permet de renommer, formater et de connaitre des informations sur la carte SD mis dans le Palm par le connecteur externe.
- Pocket Tunes v3.0.9 - Un lecteur MP3. Des fonctionnalités supplémentaires, tel que des codecs pour lire des fichiers multimédia aux formats AAC non protégé, WMA, etc., sont disponibles à l'achat séparément. Pocket Tunes remplace le lecteur RealOne Player du T5, qui avait reçu beaucoup de critiques. Le lecteur fourni peut maintenant être mis à jour vers la version 4 gratuitement, cette dernière résout beaucoup de bogues (bugs) et problèmes. Cependant, les fonctionnalités sont toujours limitées (avec le format mp3 comme seul type de fichier supporté), comme il est considéré comme une version bundle (ou spécialement fournie dans le cadre d'un paquetage particulier).
- SMS v5.4.1P est un client pour rédiger et envoyer des SMS.
- Solitaire v3.1p de Handmark, un jeu de cartes pour faire des réussites en solo.
- Versamail v3.1C - un client de messagerie pour PDA. Il supporte les protocoles POP, IMAP et Microsoft Exchange, et des fournisseurs de services tel que Yahoo. Un client pour Microsoft Exchange est intégré dans Versamail v3.1C. Ce client peut aussi se connecter à Kerio MailServer en utilisant le protocole ActiveSync de MS Exchange.
- Visite guidée v2.1 présente le TX dans son ensemble.
- Des assistants de connexion pour Bluetooth et Wifi. L'utilitaire Wifi peut être utilisé comme un sniffer de trames brutes.

### Logiciels fournis sur le CD-ROM dans la boite du Palm TX
- Un client pour Avvenu est fourni. Ce service permet au PDA de fonctionner en tant que terminal distant sur un ordinateur en réseau où Avvenu a aussi été installé.
- un client pour MobiTV (en) est fourni, bien que l'utilisateur doit souscrire au service séparément.
- Un lecteur de fichier PDF Adobe Acrobat, un client e-book eReader 2.6.2, et un client audiobook (Audible) sont fournis sur le CD-Rom contenant les logiciels.

## Connexion aux bornes wifi publiques

### Connexion aux bornes du réseau FreeWifi de Free
Le PALM TX permet de se connecter à internet via le réseau FreeWifi réservé aux abonnés de la société Free et possédant une Freebox V4 ou V5.